# Лордкипанидзе, Георгий Несторович
Георгий Несторович Лордкипанидзе (род. 1926 год, Кутаисский уезд, ССР Грузия) — звеньевой колхоза имени Берия Ванского района, Грузинская ССР. Герой Социалистического Труда (1950).

## Биография
Родился в 1926 году в крестьянской семье в одном из сельских населённых пунктов Кутаисского уезда. Трудовую деятельность начала в годы Великой Отечественной войны на виноградниках колхоза имени Берия Ванского района. В послевоенное время возглавлял звено виноградарей.
В 1949 году звено под его руководством собрало в среднем с каждого гектара по 128,7 центнеров винограда на участке площадью 4,1 гектара. Звено Георгия Лордкипанидзе заняло второе место по сбору винограда в 1949 году в Грузинской ССР. Первое место было у звена Татьяны Редькиной из Бомборского виноградарского совхоза Гудаутского района, которое собрало в среднем с каждого гектара по 131,1 центнера на 6,3 гектарах, третье место было у звена Анеты Михайловны Сехниашвили из колхоза имени Берия Цителискаройского района, которое собрало в среднем с каждого гектара по 128,4 центнера на 7,5 гектарах. Указом Президиума Верховного Совета СССР от 5 сентября 1950 года удостоен звания Героя Социалистического Труда за «получение высоких урожаев винограда в 1949 году» с вручением ордена Ленина и золотой медали «Серп и Молот» (№ 5234).
После выхода на пенсию проживал в Ванском районе.